# Death Race 3 - Inferno
Death Race 3 - Inferno (Death Race: Inferno) è un film del 2013 diretto da Roel Reiné per il mercato home video.
Costituisce il sequel del film Death Race 2 del 2011.

## Trama
Prossimo futuro. Rinchiuso in carcere, Carl Lucas - con il nome di battaglia di Frankenstein - è diventato un leggendario pilota di Death Race, le sanguinose e brutali corse d'auto che si disputano tra detenuti. Ha già vinto quattro gare e gliene manca solo una per ritornare in libertà
Ma la Weyland International viene acquistata dal subdolo e folle imprenditore Niles York, avendo imbrogliato il vecchio proprietario il Sig. Weyland, Lucas che nel frattempo tra un intervento e un altro, ha riacquistato la sua vecchia faccia viene a sapere dall'ex proprietario dei cambiamenti, York vuole portare la prossima gara nel deserto del Kalahari, nel sud dell'Africa, per migliorare il "suo" Death Race e che ora l'accordo che avrebbe visto il pilota libero alla sua quinta vittoria potrebbe sfumare, Lucas viene intimato da York a perdere.
Lucas raggiunge l'Africa col suo team e gli altri partecipanti, ma a causa di una rissa perde la maschera lasciando sorpresi i suoi amici (Goldberg, Lists e Katrina) e altri presenti, a ogni detenuto viene iniettato un chip che indica la loro posizione.
La sera stessa la folle presentatrice Satana organizza uno scontro mortale tra le detenute per decidere le navigatrici, dove Katrina riesce a sopravvivere, Lucas cerca di giustificarsi dicendo ai suoi amici che doveva proteggerli, ma non serve.
Il primo giorno di gara, un'auto parte ancora prima dello start per scappare, venendo abbattuta da un lancio di missili presente sul posto.
Dopo lo start le dieci auto affrontano le dune, dove Lucas grazie ai consigli di Goldberg e la sua abilità elimina il concorrente Joker, il gruppo arriva in una cittadina dove attraversando portali attivano le armi, qui un altro concorrente Pretty Boy sopravvissuto allo schianto cerca di fuggire, ma York gli fa sparare un missile, non curandosi della popolazione locale (anche se il detenuto muore in uno spazio isolato), un'altra auto viene poi annientata, le auto sopravvivono poi in una zona abitata da guerriglieri, a fine giornata Lucas arriva secondo.
Il giorno dopo Lucas si scusa coi suoi amici e riprende la gara, altre due auto si distruggono a tra loro, mentre nel villaggio l'auto del concorrente Nero si schianta ma lui e la sua navigatrice vengono linciati dalla popolazione. Lucas provoca i guerriglieri che li inseguono, anche se verranno fermati dai piloti e dalle guardie, ma arrivati al traguardo un colpo fa esplodere la postazione di Lucas e uccide Goldberg.
La sera stessa Razor, un altro pilota che ha scoperto che Lucas è Frankenstein lo sbeffeggia, rivelando che chiunque può essere l'uomo dietro la maschera.
L'ultimo giorno un altro concorrente viene eliminato, rimanendo Lucas, Razor e 14K, che vince perché Lucas si lascia superare, ma l'uomo si lancia all'interno del carcere con l'auto e raggiunge la sala di comando dove Satana, avendo capito che York l'ha ingannata lo ammanetta e scappa con lo staff prima che l'auto arrivi e devasti tutto.
Dall'incendio solo Frankenstein sopravvive ma resta coperto di ustioni che lo rendono irriconoscibile, la scena si sposta lontano dove si scopre che Lucas, Katrina e Goldberg sono sopravvissuti e si godono la vita e i soldi di Weyland come da accordi. Parte un flashback dove si scopre che Lucas fece un accordo con Weyland: la libertà sua e dei suoi amici, in cambio della vita di York, il pilota lo disse in seguito al team, l'attacco dei guerriglieri faceva parte del piano e Goldberg con un'esplosione controllata simulò la sua morte, grazie anche alla dottoressa del carcere ora amante dell'uomo, in realtà un'infiltrata di Weyland. Lucas e Katrina poi nella sala di controllo saltarono fuori dall'auto e la dottoressa scambiò i loro corpi all'obitorio dopo aver rimosso i chip e li fece scappare da un condotto. Viene rivelato infine che l'uomo ustionato è York sopravvissuto all'esplosione, ma creduto morto, Lists unico che decise di non fuggire perché non si sentiva pronto per l'esterno lo identifica come Frankenstein (grazie anche al chip iniettatogli dopo), mentre Satana conferma la morte di York e la sua segretaria Prudence lascia tutto al consiglio della Weyland a patto che le corse tornino a Terminal Island, entrambe per vendicarsi dell'uomo.
York abbracciata la nuova identità, decide di vincere la prossima e ultima gara per vendicarsi, mentre Lucas decise di lasciarlo vivere per continuare la leggenda del pilota Frankenstein.

## Produzione
Le riprese sono state effettuate in Sudafrica come per il film precedente.

## Distribuzione
Il film, come il precedente, è uscito il 22 gennaio 2013 solo per il mercato home video, ovvero in DVD e in Blu-ray. L'11 agosto 2012 è stato pubblicato il primo trailer ufficiale.

## Sequel
Nel 2018 esce il sequel Death Race - Anarchia, quarto capitolo della saga iniziata con Death Race.